# Kámenka (Krasnoarmeisk)
Kámenka (del ruso: Каменка) es un selo localizado al sur del raión de Krasnoarmeisk, en el óblast de Sarátov, Rusia. Fue una de las primeras colonias católicas de alemanes del Volga en ser fundada, considerada por tanto una de las «colonias madres». A su vez, la vecina colonia alemana Balzer más tarde ocupada por los rusos, fue renombrada como Krasnoarmeisk en 1942 (nombre que hace referencia al ejército comunista) y hoy es la capital de dicho raión. En el dialecto de los alemanes del Volga, Kámenka puede sonar más suave, como Kaminga.
Tras la dictadura de Stalin y la deportación de todos los alemanes de Rusia a los campos de concentración gulags de Siberia y otros lugares de Asia Central, de Kámenka, Balzer y el resto de las colonias alemanas de la región hoy apenas quedan algunas ruinas. Sus iglesias fueron saqueadas y vandalizadas con saña por el gobierno, y convertidas en galpones o directamente demolidas. En tanto, las tierras confiscadas a las familias alemanas fueron repartidas entre comunistas rusos.

## Historia
Fue fundada el 7 de julio de 1765 por alemanes católicos a orillas del río Ilovlia, 105 km al suroeste de la ciudad de Sarátov, en la extensa zona de asentamiento de los alemanes del Volga. Tras diversas divisiones políticas, actualmente quedó ubicada en la parte sur del raión de Krasnoarmeisk, el cual está dentro del óblast de Sarátov. Durante los primeros años los colonos la llamaron Bähr en honor a uno de sus primeros alcaldes (Vorsteher). 
Kámenka fue una de las primeras colonias católicas fundadas con colonos llegados directamente desde Alemania, por lo cual está considerada una "colonia madre". Este tipo de colonias también fueron llamadas colonias de la corona, ya que su fundación se llevó a cabo por familias de alemanes reclutados por oficiales del propio gobierno de la emperatriz Catalina II La Grande de Rusia. Con el correr de los años y el natural crecimiento de la población alemana en la región del Volga, los colonos irían fundado varias "colonias hijas". 
Kámenka se encuentra en lado izquierdo del Volga, es decir, en lo que los colonos llamaban Bergseite (pronunciación en alemán: /ˈbɛrkzaitə/, lado montañoso). En tanto, el otro margen del Volga, el lado este, era conocido como Wiesenseite (pronunciación en alemán: /ˈviːzn̩zaitə/, lado de prados o llano). A lo largo de los años y, sobre todo, de las generaciones, era común que los colonos se mudaran de una colonia a otra (siempre que fueran de su misma confesión religiosa).
Durante los primeros 3 años luego de su fundación, Kámenka tuvo la única parroquia católica en la Bergseite del Volga. Es decir, fue el asiento del clero católico de la región. Desde 1914 hasta 1919, el decanato de la iglesia de Kámenka incluyó a varias otras colonias alemanas católicas: Husaren, Schuck, Degott, Rothammel, Seewald, Pfeifer, Hildmann, Leichtling, Köhler, Röthling (Semenowka) y Göbel. Después de una reorganización en 1926, los sacerdotes de las colonias de Volmer y Rothammel ya no estuvieron bajo el decanato de Kámenka.

### Emigración a Américas
Según el consejo provincial zemstvo de Saratov (Colección del zemstvo provincial, vol. XI, 1891), entre 1858 y 1859 hasta 40 familias (104 personas) se mudaron de Kámenka a otras colonias católicas de la Wiesenseite (la región a la derecha del Volga), en la que entonces era la Gobernación de Samara. En tanto, más tarde importantes contingentes emigraron desde Kámenka (y otras colonias alemanas del Volga) a Argentina y Estados Unidos.

#### En Argentina
Los alemanes del Volga que se radicaron en la Argentina procedían de varias colonias de la región del Volga, no solo de Kámenka. Sin embargo, casi todos los que eligieron este país eran católicos, mientras los cristianos protestantes tendieron a emigrar a Estados Unidos. Por tanto, muchos de los que vivían en Kámenka también se trasladaron a Argentina. 
Aunque una vez dentro de Argentina los alemanes procedentes de Kámenka fueron mudándose de una colonia a otra, en los primeros tiempos fundaron algunas colonias a las que directamente llamaban Kámenka entre ellos, por el alto porcentaje de familias de esa colonia alemana de Rusia que las habían fundado. Por ejemplo, en la Provincia de Buenos Aires: la Colonia Hinojo (1878) cercana a la ciudad de Olavarría y la colonia Santa María o Colonia Tres (1887) cercana a la ciudad de Coronel Suárez. Justamente, el nombre Santa María (en alemán: Heilige Maria) le fue puesto en honor al nombre de la iglesia de Kámenka. En la Provincia de Buenos Aires, otros lugares que recibieron muchas familias de Kámenka fueron la colonia San Miguel Arcángel (1903) y Villa Iris.
En la Provincia de Entre Ríos, en tanto, varias familias provenientes de Kámenka se asentaron en la aldea Santa Anita (1900).
En la Provincia de La Pampa, lo hicieron en gran medida en la Colonia San José (1910, a la que también se sumaron algunas familias de alemanes del mar Negro) y Santa Teresa (1921).

### Deportación y genocidio
Bajo la dictadura de Stalin, tal como ocurrió en el resto de las colonias del Volga, su población alemana remanente sufrió la confiscación de todos sus bienes y fue deportada a campos de concentración gulags ubicados en Siberia y otras partes de Asia Central, provocando un genocidio. Las viviendas fueron ocupadas por comunistas rusos.

## Demografía
| Gráfica de evolución de Kámenka entre 1767 y 2010 |
|                                                   |

## Actualidad
Las ruinas de la iglesia Santa María (en alemán: Heilige Maria) de Kámenka corresponden a la construcción de 1906-1907 de estilo neogótico, la cual contaba con 3 altares, estatuas, un púlpito, un coro, un órgano, 4 campanas y 4 relojes. Durante la era stalinista, la iglesia fue intensamente vandalizada. Se le arrancaron las puertas de roble tallado y las barandillas ornamentadas, sus frescos católicos fueron quitados y se convirtió en un galpón de almacenamiento y garaje para tractores.
Actualmente solo hay unas pocas viviendas en pie y las tierras confiscadas a las familias alemanas están ocupadas por habitantes rusos.